# Видин (остготи)
Вижте пояснителната страница за други личности с името Видин.
Видин  (на латински: Widin) e последният остготски аристократ в Италия.
След поражението на остготския крал Тея от византийския военачалник Нарсес в битката при Млечната планина (на латински: Mons Lactarius), близо до Неапол, през октомври 552 г. остготите се събират отново.
Видин организира бунт през 550 г. и остготска съпротива срещу византийците в Северна Италия. Той e разгромен през 562 г. и е изпратен в Константинопол.
След това остготите не се появяват повече в историята.